# RBM15
RBM15‏ (RNA binding motif protein 15) هوَ بروتين يُشَفر بواسطة جين RBM15 في الإنسان.